# In Cotidianis Precibus
In Cotidianis Precibus (Latijn voor In de dagelijkse gebeden) is een bij motu proprio uitgevaardigde van paus Pius XII van 24 maart 1945 met betrekking tot de nieuwe Latijnse psalmenvertaling die gebruikt dient te worden in het Heilig Officie. 
De tot dan toe gebruikte Latijnse vertaling was in vroeger tijden gemaakt uit de Griekse Septuagint en wel door de kerkleraar Hiëronymus. Deze had - aldus de paus - zelf ook wel door dat er gebreken moesten kleven aan deze vertaling van een vertaling, en daarom vertaalde hij de psalmen ook rechtstreeks uit het Hebreeuws. Deze vertalingen vonden evenwel hun weg in de traditie van de Kerk niet, terwijl de vertaling uit de Septuagint de gangbare vertaling werd. Deze vertaling werd door de heilige paus Pius V aan het brevier toegevoegd. Pas in de loop der eeuwen is - zo zegt de paus - de volle rijkdom van de oorspronkelijke teksten gebleken, vooral door vertalingen die - met toestemming van de kerkelijke overheid - rechtstreeks uit het Hebreeuws in verschillende volkstalen werden gemaakt.
Omdat de psalmisten door de Heilige Geest werden bezield, is het dienstig om te beschikken over vertalingen die zo dicht mogelijk bij de bedoelingen van de oorspronkelijke teksten aansluiting vinden. Dit alles - zo schrijft Pius - in overeenstemming met zijn eerder uitgegeven encycliek Divino Afflante Spiritu.
Het is hierom dat de paus besloten heeft om opdracht te geven tot het vervaardigen van een nieuwe vertaling van de Psalmen, rekening houdend met de eerbiedwaardige traditie van de Vulgaat, en gebruikmakend van de nieuwe technieken en inzichten van de Tekstkritiek.
De opdracht om te komen tot een nieuwe vertaling verschafte de paus aan het Pauselijk Bijbelinstituut. In dit motu proprio bepaalt de paus dat deze nieuwe vertaling voortaan gebruikt moet worden bij de Getijden:
In deze onze herderlijke bezorgdheid en vaderlijke genegenheid jegens de God gewijde mannen en vrouwen vertrouwen wij, dat allen voortaan uit het bidden van het goddelijk Officie steeds meer licht en genade en vertroosting zullen putten.